# 1624
Năm 1624 (số La Mã: MDCXXIV) là một năm nhuận bắt đầu từ ngày thứ hai trong lịch Gregory (hoặc một năm nhuận bắt đầu từ ngày thứ năm của lịch Julius chậm hơn 10 ngày).

## Sự kiện
==Sinh==